# A Nymph of the Waves
A Nymph of the Waves je americký němý film z roku 1900. Režisérem je Frederick S. Armitage (1874–1933). Film trvá zhruba jednu minutu. Film je jedním z mála filmů, o kterých je známo, že Frederick S. Armitage pracoval jako producent.
Nymfu ve filmu ztvárnila známá tanečnice Catarina Bartho, jejíž tanec byl směsí baletu a varietního tance. Moře, na kterém tančí, jsou ve skutečnosti peřeje Niagarských vodopádů. Film vznikl spojením dvou filmů. Scény vodopádu byly převzaty z filmu Upper Rapids, from Bridge z roku 1896. Scény, ve kterých je tanečnice, pocházejí z filmu M'lle. Cathrina Bartho z roku 1899.

## Děj
Film zobrazuje nymfu, jak tančí na vlnách moře.